# Johannes Eidt

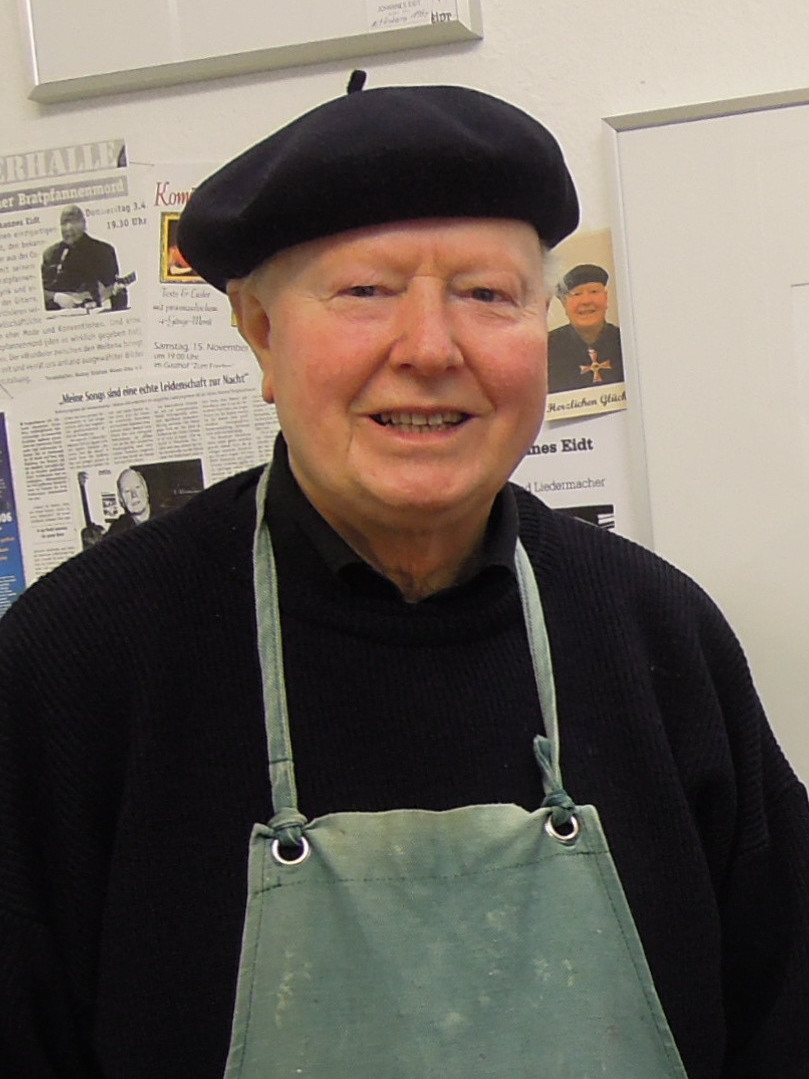
Johannes Eidt

Johannes Eidt (* 21. Juni 1936 in Osnabrück) ist ein deutscher Maler und Grafiker.
Er lebt als freischaffender Künstler in Osnabrück (Niedersachsen), außerdem hat er ein Atelier in Tokio (Japan). Er war Hochschullehrer in Deutschland und lehrte auch in Japan.

## Leben
Johannes Eidt studierte von 1956 bis 1958 Malerei an der Akademie der Bildenden Künste in Stuttgart bei Heinrich Wildemann, der ihn als Meisterschüler nominierte. Eidt folgte diesem Angebot nicht und verließ die Akademie im Konflikt mit seinem Professor, weil er dem Zeitgeist der Abstraktion nicht folgen wollte. Zusammen mit einem Kommilitonen brach er ohne Mittel als Anhalter nach Indien auf. Nach einjähriger Reise kam er 1959 an Bord eines Frachters nach Japan. Nachdem er Grundkenntnisse der japanischen Sprache erworben hatte, studierte er von 1960 bis 1962 Grafik an der Tokyo National University of Fine Arts and Music bei Komai Tetsurō.
1963 kehrte er in seine Heimatstadt Osnabrück zurück und richtete sich zunächst zusammen mit dem Bildhauer Hermann Auf der Heide und dem Keramiker Rolf Overberg ein Atelier ein, in dem er sich der Lithografie, Serigrafie und der Collage widmete. 1963 heiratete er die Japanerin Sonoi Kato, mit der er zwei Kinder hat. Mit ihr ging er 1969 erneut nach Japan, wo er bis 1972 in Tokio Assistent am Seminar für Grafik an der National University of Fine Arts and Music war. Von 1974 an studierte er an der Kunsthochschule Kassel sowie 1977 als Gaststudent an der Ecole des Beaux Arts in Angers, der französischen Partnerstadt von Osnabrück. 1981 erhielt er den ersten Preis der japanischen Künstlergruppe Shun’yōkai, der er ebenso wie der Künstlergruppe Arche und dem Bundesverband Bildender Künstlerinnen und Künstler Niedersachsen angehört. Einen Arbeitsaufenthalt verbrachte er 1982 in New York.
Von 1983 bis 1986 lehrte er an der Wissenschaftlichen Hochschule Hildesheim, war 1988 Gastkünstler der Paul-Ernst-Wilke-Gesellschaft in Bremerhaven und hatte 1990 einen Lehrauftrag am Internationalen Museum für Künstlerische Grafik in Machida (Präfektur Tokio). In Tokio richtete er sich 1991 ein Atelier ein und hält sich dort seither regelmäßig zum Arbeiten und zur Betreuung der Ausstellungen seiner Werke in Japan auf.
2003 wurde er im Rahmen des Projekts Fahnenmeer der Kunsthalle Wilhelmshaven ausgezeichnet. Den Wanderer zwischen zwei Welten würdigte seine Heimatstadt Osnabrück vom 18. Januar bis 8. April 2007 mit einer Werkschau in der Kunsthalle Dominikanerkirche unter dem Titel Johannes Eidt – Grafiken und Collagen aus 50 Jahren.
Johannes Eidt wurde mit seinem Werk in die Künstlerdatenbank und Nachlassarchiv Niedersachsen aufgenommen.

## Werke
Johannes Eidt ist als Künstler von der klassischen Moderne geprägt. Als Maler sieht sich Johannes Eidt selbst nicht, obwohl er Malerei studierte. Sein bevorzugtes Stilmittel ist die Siebdrucktechnik. In seiner Werkstattgalerie mit eigenem Druckatelier in der Heger Straße der Osnabrücker Altstadt stellt er eher kleinformatige Serigrafien in einer Auflage von 50 oder hundert Blättern her.
Zum Einfluss der japanischen Kultur auf seine Arbeit sagte Eidt 2006: „[…] nach Japan, also seit 1960, habe ich gar nicht mehr gemalt und mich konsequent auf die Künstlergrafik und da insbesondere auf die Lithografie konzentriert. Es gibt dabei sicher einen gewissen japanischen Einfluss, denn es ist ganz typisch für einen japanischen Künstler, dass er, nachdem er sich für ein bestimmtes Medium entschieden hat, sein ganzes Leben dabei bleibt.“ Er band sich nie an eine Galerie, weil er dieses als zu enges Korsett empfand: „Monat für Monat hätte ich meine gesamte Produktion nur über den Galeristen vertreiben können. […] Mir wäre die Freiheit genommen worden, auch nur ein Blatt für mich selbst zu verwenden. Zudem hätte ich für jede Ausstellung um Erlaubnis bitten müssen. Der Aussicht auf eine derartige Unfreiheit, die mich zweifellos ernährt hätte, habe ich die Unabhängigkeit und die damit verbundene unvermeidbare Existenzunsicherheit vorgezogen.“
Johannes Eidt tritt auch als Sänger mit selbst geschriebenen Liedern auf, zu denen er sich auf der Gitarre begleitet.

## Rezeption
Klaus Dierßen aus Hildesheim, wie Eidt Mitglied der Künstlergruppe Arche, bezeichnete ihn als „Modernen Meister aus Osnabrück“.

## Ehrungen
- 2012: Bundesverdienstkreuz für sein Engagement als Vermittler zwischen den Kulturen Deutschlands und Japans
- 2019: Orden der Aufgehenden Sonne für sein Engagement als Vermittler zwischen den Kulturen Japans und Deutschlands

## Einzelausstellungen
Johannes Eidt stellte seine Arbeiten seit 1962 in mehr als 90 Einzelausstellungen in Galerien in Deutschland, Frankreich, Großbritannien, Irland, Österreich, der Schweiz, Japan und Australien aus, daneben in gut zwei Dutzend Einzelausstellungen von Kunstvereinen in Deutschland und Österreich. Außerdem hatte er mehr als 15 Einzelausstellungen in Museen in Deutschland und Japan sowie weitere 24 in anderen Institutionen in Europa und Asien. Auswahl:
- 1962 American Library Fuchū (Tokio)
- 1964 Städtisches Museum Flensburg
- 1965 Landesmuseum Oldenburg (Oldenburg)
- 1968 Kunsthalle Worpswede
- 1973 Museum Böttcherstraße (Bremen)
- 1977 Kunstverein Konstanz
- 1980 Galerie Düsseldorf in Perth (Australien)
- 1981 Galerie Mandeer London
- 1983 Neues Schloss Meersburg
- 1984 Kunstverein Hildesheim
- 1985 Shokyodo Museum Toyota (Aichi)
- 1988 Paul-Ernst-Wilke-Gesellschaft Bremerhaven
- 1993 Matsugaoka Museum Tsuruoka
- 1994 Kunstverein Hildesheim
- 1998 Deutsches Kulturinstitut – OAG, Tokio
- 2007 Kunsthalle Dominikanerkirche Osnabrück
- 2007 Gallery Yanagisawa Urawa (Saitama)
- 2008 Sezession Nord Wilhelmshaven
- 2009 Kammermusiksaal Friedenau Berlin
- 2011 Künstlervereinigung Nordbrücke Wiesmoor
- 2011 Paul-Ernst-Wilke-Gesellschaft Bremerhaven
- 2013 Gallery Yanagisawa Urawa (Saitama)
- 2013 Gallery BUN RIN KAN Hakodate
- 2015 Gallery SO Fine Art Editions Dublin
- 2016 Kunstverein Fürstenau

## CD-Veröffentlichungen
- 2016 Der Künstler der die Kunst verriet 12 Lieder, mit Erläuterungen von Wolfgang Hesse.